# Campionati del mondo di ciclismo su strada 1993 - Gara in linea maschile Professionisti
La gara in linea maschile Professionisti dei Campionati del mondo di ciclismo su strada 1993 fu corsa il 29 agosto 1993 in Norvegia, con partenza ed arrivo ad Oslo, su un percorso di 257,6 km. La gara venne vinta dallo statunitense Lance Armstrong con il tempo di 6h17'10" alla media di 40,978 km/h, davanti allo spagnolo Miguel Indurain e al tedesco Olaf Ludwig, terzo.
Partenza con 171 ciclisti, dei quali 66 completarono la gara.

## Squadre partecipanti
| N.      | Cod. | Squadra       |
| ------- | ---- | ------------- |
| 1-14    | GER  | Germania      |
| 15-16   | AND  | Andorra       |
| 17-21   | AUS  | Australia     |
| 22-27   | AUT  | Austria       |
| 28-41   | BEL  | Belgio        |
| 42      | BRA  | Brasile       |
| 45      | CAN  | Canada        |
| 47-56   | COL  | Colombia      |
| 57      | CZE  | Cechia        |
| 58-66   | DEN  | Danimarca     |
| 67-80   | ESP  | Spagna        |
| 82-95   | FRA  | Francia       |
| 96-103  | GBR  | Gran Bretagna |
| 105-107 | IRL  | Irlanda       |
| 108-121 | ITA  | Italia        |

| N.      | Cod. | Squadra     |
| ------- | ---- | ----------- |
| 123-128 | JPN  | Giappone    |
| 129-130 | KAZ  | Kazakistan  |
| 131     | LAT  | Lettonia    |
| 132-134 | MEX  | Messico     |
| 141     | MDA  | Moldavia    |
| 142-155 | NLD  | Paesi Bassi |
| 156-161 | NOR  | Norvegia    |
| 168-173 | POL  | Polonia     |
| 174     | RSA  | Sudafrica   |
| 175-181 | RUS  | Russia      |
| 183-196 | SUI  | Svizzera    |
| 197-198 | SVK  | Slovacchia  |
| 206-215 | USA  | Stati Uniti |
| 216-217 | VEN  | Venezuela   |

## Ordine d'arrivo (Top 10)
| Pos. | Corridore          | Squadra     | Tempo    |
| ---- | ------------------ | ----------- | -------- |
| 1    | Lance Armstrong    | USA         | 6h17'10" |
| 2    | Miguel Indurain    | Spagna      | a 19"    |
| 3    | Olaf Ludwig        | Germania    | s.t.     |
| 4    | Johan Museeuw      | Belgio      | s.t.     |
| 5    | Maurizio Fondriest | Italia      | s.t.     |
| 6    | Andrei Tchmil      | Moldavia    | s.t.     |
| 7    | Dag Otto Lauritzen | Norvegia    | s.t.     |
| 8    | Gérard Rué         | Francia     | s.t.     |
| 9    | Bjarne Riis        | Danimarca   | s.t.     |
| 10   | Frans Maassen      | Paesi Bassi | s.t.     |